# فيبي في بلاد العجائب
فيبي في بلاد العجائب (بالإنجليزية: Phoebe in Wonderland)‏ هو فيلم دراما مستقل تم إنتاجه في الولايات المتحدة سنة 2008 . الفيلم من إخراج وكتابة دانيال بارنز ومن بطولة إيل فانينغ وفيليستي هوفمان وباتريسيا كلاركسون وبيل بولمان وكامبل سكوت. عرض الفيلم لأول مرة خلال مهرجان صاندانس السينمائي 2008، ثم حظي بإصدار محدود في 6 مارس 2009.

## قصة الفيلم
فتاة تبحث عن التنوير من خلال معلمة الدراما في المدرسة.

## ردود الفعل
تلقى الفيلم مرجعات متباينة على العموم من النقاد، مع نسبة 59% من المراجعات إيجابية على موقع الطماطم الفاسدة بنائاً على 51 مراجعة نقدية، مع متوسط تقييم 10/5.9.

## وصلات خارجية
- فيبي في بلاد العجائب على موقع IMDb (الإنجليزية)
- فيبي في بلاد العجائب على موقع روتن توميتوز (الإنجليزية)
- فيبي في بلاد العجائب على موقع نتفليكس (الإنجليزية)
- فيبي في بلاد العجائب على موقع ألو سيني (الفرنسية)
- فيبي في بلاد العجائب على موقع Turner Classic Movies (الإنجليزية)
- فيبي في بلاد العجائب على موقع أول موفي (الإنجليزية)
- فيبي في بلاد العجائب على موقع بوكس أوفيس موجو (الإنجليزية)
- فيبي في بلاد العجائب على موقع فيلمافينيتي (الإسبانية)
- فيبي في بلاد العجائب على موقع قاعدة بيانات الفيلم (الإنجليزية)
- فيبي في بلاد العجائب على موقع ليتربوكسد (الإنجليزية)

1. ↑  "معلومات عن فيبي في بلاد العجائب على موقع allcinema.net". allcinema.net. مؤرشف من الأصل في 2019-12-11.
2. ↑  "معلومات عن فيبي في بلاد العجائب على موقع themoviedb.org". themoviedb.org. مؤرشف من الأصل في 2014-09-10.
3. ↑  "معلومات عن فيبي في بلاد العجائب على موقع elfilm.com". elfilm.com. مؤرشف من الأصل في 2017-07-23.